# Saturninova dobrodružství
Saturninova dobrodružství (ve francouzském originále Les Aventures de Saturnin) je francouzský televizní seriál pro děti, natočený v letech 1965–1970 režisérem Jeanem Touranem pro televizní stanici ORTF. Skládá se ze 78 epizod po 14 minutách. Odehrává se ve fiktivním městečku, obydleném zvířaty – hlavním hrdinou je kachně Saturnin, i ostatní role hrají různá malá zvířata. 
V československé televizi byl seriál poprvé vysílán v roce 1971 jako Večerníček a poté reprízován v dalších letech. 